# Vera Cruz, Bahia
Vera Cruz este un oraș în Bahia (BA), Brazilia.